# تجربة عشوائية

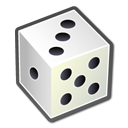

التجربة العشوائية في الاحتمالات هي التجربة التي يمكن ملاحظتها وتحديد النواتج الممكنة قبل إجرائها، مع عدم التنبؤ بصفة مؤكدة بأن تحققها سيتم عبر أي من هذه النواتج.

## مثال
لو كان لدينا سلة فيها خمس تفاحات وبرتقالتان، وأردنا ان نسحب عشوائيا حبة من حبات الفاكهة الموجودة فيها.فان هذه التجربة تجربة عشوائية لانه من ناحية يمكن تحديد النواتج الممكنة قبل إجراء العملية وهي اما ان تكون تفاحة واما ان تكون برتقالة، ومن ناحية ثانية لا يمكن التنبؤ بصفة مؤكدة بأن تحققها سيتم عبر أي منهما إذ كما يمكن أن تتحقق عبر وقوع الاختيار على التفاحة، فإنه من الممكن أن تتحقق عبر وقوعه على البرتقالة.

## اقرأ أيضاً
- نظرية الاحتمالات
- حدث (نظرية الاحتمالات)